# أوسكار فاي آدامز
أوسكار فاي آدامز (بالإنجليزية: Oscar Fay Adams)‏ هو كاتب سير وكاتب أمريكي، ولد في 1855 في ورسستر في الولايات المتحدة، وتوفي في 1919.